# Huracán Dennis (1999)
El huracán Dennis de la temporada de huracanes en el Atlántico de 1999 fue un huracán categoría 2 que tuvo una trayectoria e intensidad erráticas. Aunque nunca tocó tierra como huracán, la tormenta fue responsable de producir vientos con fuerza de huracán a lo largo de Carolina del Norte causando además erosión en sus costas. El huracán causó $157 millones de dólares (1999 USD) en daños, y mató a 4 personas. Las fuertes lluvias de Dennis también sentaron los antecedentes de las destructivas inundaciones del Huracán Floyd dos semanas después.

## Historia meteorológica

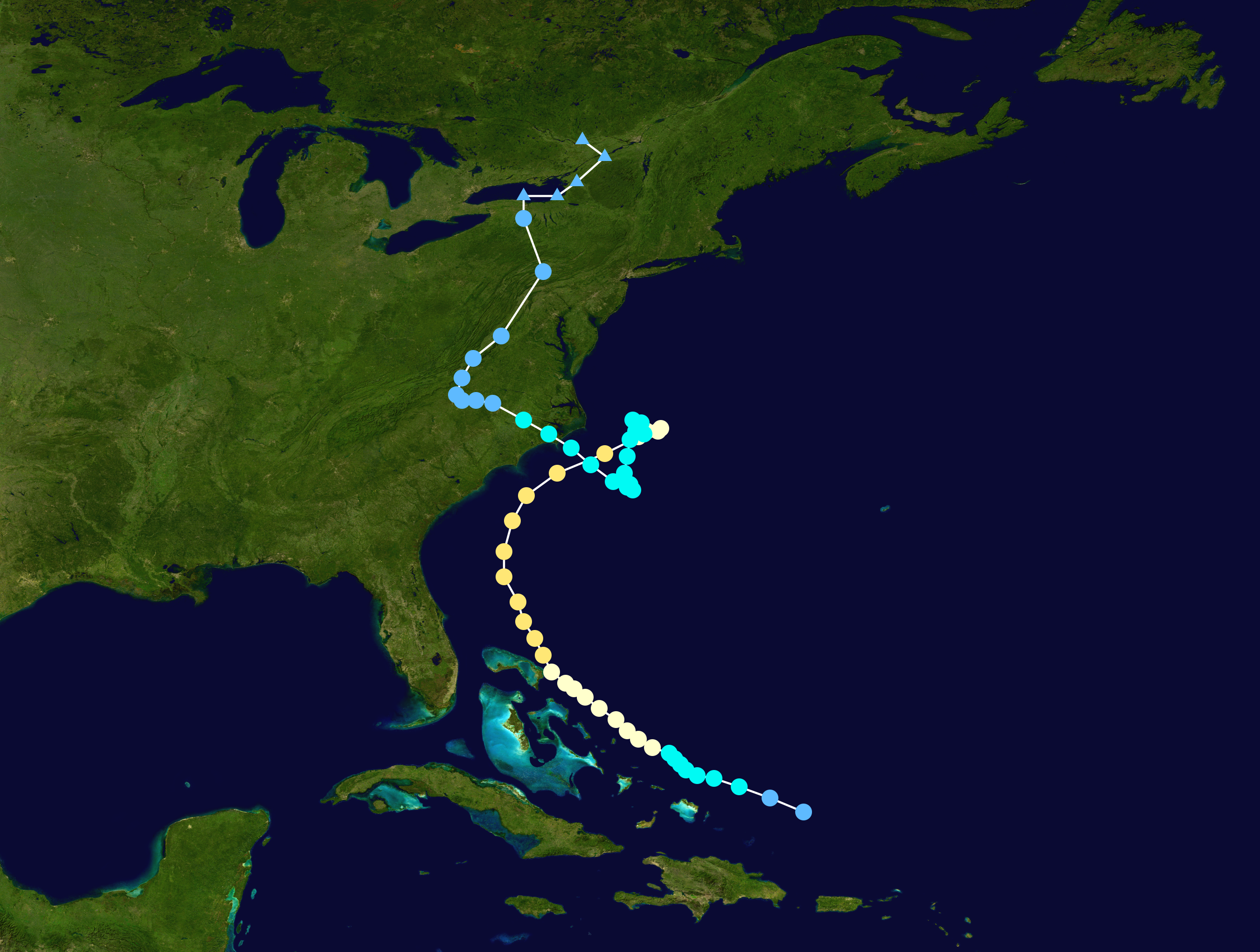
Trayectoria del huracán Dennis, perteneciente a la temporada de huracanes en el Atlántico de 1999, siguiendo los colores de la escala de huracanes de Saffir-Simpson.